# Gentiana decora
Gentiana decora är en gentianaväxtart som beskrevs av Charles Louis Pollard. Gentiana decora ingår i släktet gentianor, och familjen gentianaväxter. Inga underarter finns listade i Catalogue of Life.